# Période intertestamentaire
La période intertestamentaire est, dans l'histoire du christianisme, l'intervalle temporel qui sépare la rédaction des derniers textes canoniques de l'Ancien Testament et celle du début du Nouveau Testament. On considère généralement qu'elle s'étend sur environ quatre siècles, entre la fin de la rédaction du livre de Malachie, dernier prophète vétérotestamentaire, autour du Ve siècle av. J.-C., et le début de la circulation des premiers écrits néotestamentaires, les épîtres de Paul . Cette division est néanmoins discutée. L'adjectif intertestamentaire s'applique en particulier à certains écrits religieux issus du judaïsme au cours de cette période, rédigés en grec ou en langue hébraïque.
Une grande partie de ces textes sont considérés comme étant apocryphes ou pseudépigraphes. Plusieurs livres deutérocanoniques considérés comme canoniques par l'Église catholique et l'Église orthodoxe ont également été rédigés au cours de cette période.
L'appellation intertestamentaire est critiquée par plusieurs spécialistes : d'une part, la rédaction de cette littérature s'est poursuivie pendant et (dans une certaine mesure) après le début de la circulation des premiers écrits néotestamentaires, les épîtres de Paul  ; et d'autre part, selon ces spécialistes, plusieurs livres placés à la fin Tanakh, dont Daniel, Esdras, Néhémie et Chroniques I, furent en partie écrits au cours cette période dite « intertestamentaire ».

## Littérature intertestamentaire
Bon nombre d'écrits intertestamentaires relèvent de la littérature apocalyptique et furent rédigés entre le début du IIe siècle av. J.-C. et la fin du Ier siècle av. J.-C. Certains textes furent réunis en collection avec d'autres plus anciens, comme le Livre d'Hénoch. Ces écrits étaient généralement attribués à des figures bibliques anciennes, peut-être dans le but d'échapper à la répression des autorités. Parmi ceux-ci on peut citer l'Apocalypse d'Esdras, l'Apocalypse de Baruch, l'Apocalypse d'Élie, le Livre des Jubilés, les Testaments des douze patriarches et les Psaumes de Salomon, entre autres.
La littérature rabbinique fut abondante au cours de cette période, bien qu'on ne la classe généralement pas dans la littérature intertestamentaire, s'agissant dans bien des cas de transcriptions de règles orales plus anciennes.
Les manuscrits de la mer Morte comportent un important échantillon de littérature intertestamentaire.